# Nikołaj Iwanow (siatkarz)
Nikołaj Wasilew Iwanow (bułg. Николай Иванов) (ur. 14 czerwca 1972 roku w Perniku) – bułgarski siatkarz, były reprezentant Bułgarii. Występuje na pozycji rozgrywającego.

## Kariera
- 1989–1996 – CSKA Sofia
- 1996–1997 – Playa Catania
- 1997–2003 – Arçelik Stambuł
- 2003–2006 – Nieftjanik Baszkorotostana Ufa
- 2006–2008 – Jastrzębski Węgiel
- 2008–2009 – Halkbank Ankara
- 2009–2012 – CSKA Sofia